# Kunda
Kunda je grad u okrugu Lääne-Virumaa, sjeverna Estonija. Nalazi se na obali Finskog zaljeva. 
U Kundi se nalazi je tvronica pulpe, tvornica cementa i luka. Najvažniji za luku je pretovar drva, celuloze i drugih proizvoda od drveta, cementa i srodnih proizvoda.
Kunda ima 3.996 stanovnika (2005.), te zauzima 9,85 km2 površine.
Dokazi o postojanju nekih od najstarijih pretpovijesnih zajednica u Estoniji, zajednice lovaca koje su postojale oko 6.500 godina prije Krista, pronađeni su u blizini grada. Ovo naselje je dalo ime kulturi Kunda. Prvi puta se ovo mjesto spominje 1241. Grad je osnovan 1. svibnja 1938. godine.

## Vanjske poveznice
- Kunda - službene stranice (na estonskom)

|  | Zajednički poslužitelj ima još gradiva o temi Kunda |